# Kota Raya (Lahat)
Kota Raya is een bestuurslaag in het regentschap Lahat van de provincie Zuid-Sumatra, Indonesië. Kota Raya telt 826 inwoners (volkstelling 2010).